# Херрман, Рихард
Рихард Херрман (нем. Richard Herrmann; 28 января 1923, Ка́ттовиц, Веймарская республика/Польша — 27 июля 1962) — немецкий футболист, нападающий сборной ФРГ, чемпион мира 1954 года.

## Биография
Херрман родился в 1923 году в городе Каттовиц (современный польский Катовице), который в то время имел спорный статус под управлением Лиги Наций между Веймарской республикой и Польшей. Большая часть населения города тогда были этническими немцами.
Херрман начал карьеру футболиста в клубе «Каттовиц», где и пребывал до окончания Второй мировой войны в 1945 году клуб был расформирован, а сам Рихард, будучи солдатом Вермахта, попал в лагерь для военнопленных в английском городе Дерби. Затем он провёл некоторое время в США, а позже возвращён в Дерби. Его игра в турнирах для военнопленных привлекла внимание руководства клуба «Дерби Каунти», однако Херрман вернулся в Западную Германию как только ему предоставилась такая возможность в 1947 году.
Выступал за ФК «Франкфурт» с 1947 года и вплоть до окончания профессиональной карьеры в 1960 году. Рихард выделялся отличным контролем мяча и сильными ударами по воротам. Действовал на позиции левого нападающего.
В 1950 году Херрман стал привлекаться в сборную ФРГ. Первым матчем за немецкую команду для него стала игра против Швейцарии, состоявшаяся 12 ноября 1950 года в Штутгарте. Вместе с Рихардом тогда играли и другие будущие творцы «Бернского чуда» — Бернхард Клодт, Макс Морлок, Оттмар Вальтер. В составе сборной ФРГ он спустя 4 года стал победителем чемпионата мира в Швейцарии. На том турнире он сыграл лишь в одном матче, в самом первом, против Венгрии (поражение 3:8), в котором отметился забитым голом. Больше Херрман не выступал за сборную, хотя Зепп Хербергер вызывал его на игры национальной команд вплоть до 1956 года.
В 1952 году итальянский «Торино» предложил «Франкфурту» 60 тыс. марок за Херрмана, однако футболист отказался от перехода в связи со свадьбой и рождением сына. Херрман открыл во Франкфурте небольшой бизнес, торгуя кроватями и табачными принадлежностями.
В 1958 году Херрман получил серьёзную травму, и фактически завершил карьеру. Официально последний матч провёл в сезоне 1959—1960. Всего в высшей лиге Западной Германии (ещё до образования Бундеслиги) Рихард Херрман провёл 320 матчей, в которых забил 100 голов.
Затем он некоторое время тренировал команду «Зекбах 02». 27 июля 1962 года Рихард Херрман умер от цирроза печени.

## Достижения
- Чемпион мира: 1954